# Herpophyllum
Herpophyllum, monotipski rod crvenih algi nesigurnog položaja unutar razreda Florideophyceae. Jedina vrsta je morska alga H. australe (tipski lokalitet Port Phillip Heads, Victoria), Australija